# Tiaa (filla de Tuthmosis IV)
Tiaa va ser una princesa egípcia de la XVIII dinastia. Era filla del faraó Tuthmosis IV, i va rebre el nom de la seva àvia paterna Tiaa.
És probable que sigui la princesa que es mostra a la tomba de Sobekhotep (TT63), la dona del qual, Meryt, era la seva mainadera. Els vasos canopis de Tiaa es van trobar a la vall de les Reines.
Va morir durant el regnat del seu germà Amenofis III i desconeix el seu lloc d'enterrament original. La seva mòmia va ser traslladada durant la XXI dinastia a l'amagatall de Xeikh Abd el-Qurna, juntament amb les mòmies d'altres princeses reials: Amenemopet i Petepihu, que probablement eren les seves germanes; Nebetia, la seva neboda, i les princeses Tatau, Henutiunu, Meritptah, Sithori i Wiai. L'etiqueta de la mòmia la identifica amb els títols de Filla del Rei de Menkheperure. Les seves despulles es van descobrir el 1857.